# 素盞鳴神社 (神戸市東灘区)
素盞鳴神社（すさのおじんじゃ）は、兵庫県神戸市東灘区本山町岡本にある神社。

## 歴史
岡本郷が形成された鎌倉時代の初期に、疫病退散・村造り・植林・怪物退治の神を祀ったものではないかとされている。山の名は「天王山」といい、『元禄寺社帳』には「祇園牛頭天王山柿茸、勧請之由来年暦知れ申さず、拝殿2間、5間 萱葺。末社 天照大神宮社、春日大明神社、住吉大明神社、辨財天社、坂茸。敷地境内113間、62間 除地」と記載されている。その後行政機関に土地を寄付（上地）したため、社殿の建つ部分のみとなっている。
明治元年（1868年）8月22日、「素蓋鳴神社」と改称した。
村内の小祠、若王子社・山神社を明治40年までに合祀している。

## 祭神
主祭神
- 素盞嗚尊（スサノオノミコト）

配祀神
- 伊弉諾尊（イザナギノミコト）
- 伊弉册尊（イザナミノミコト）
- 大山咋神（オオヤマクイノカミ）

## 境内・参道

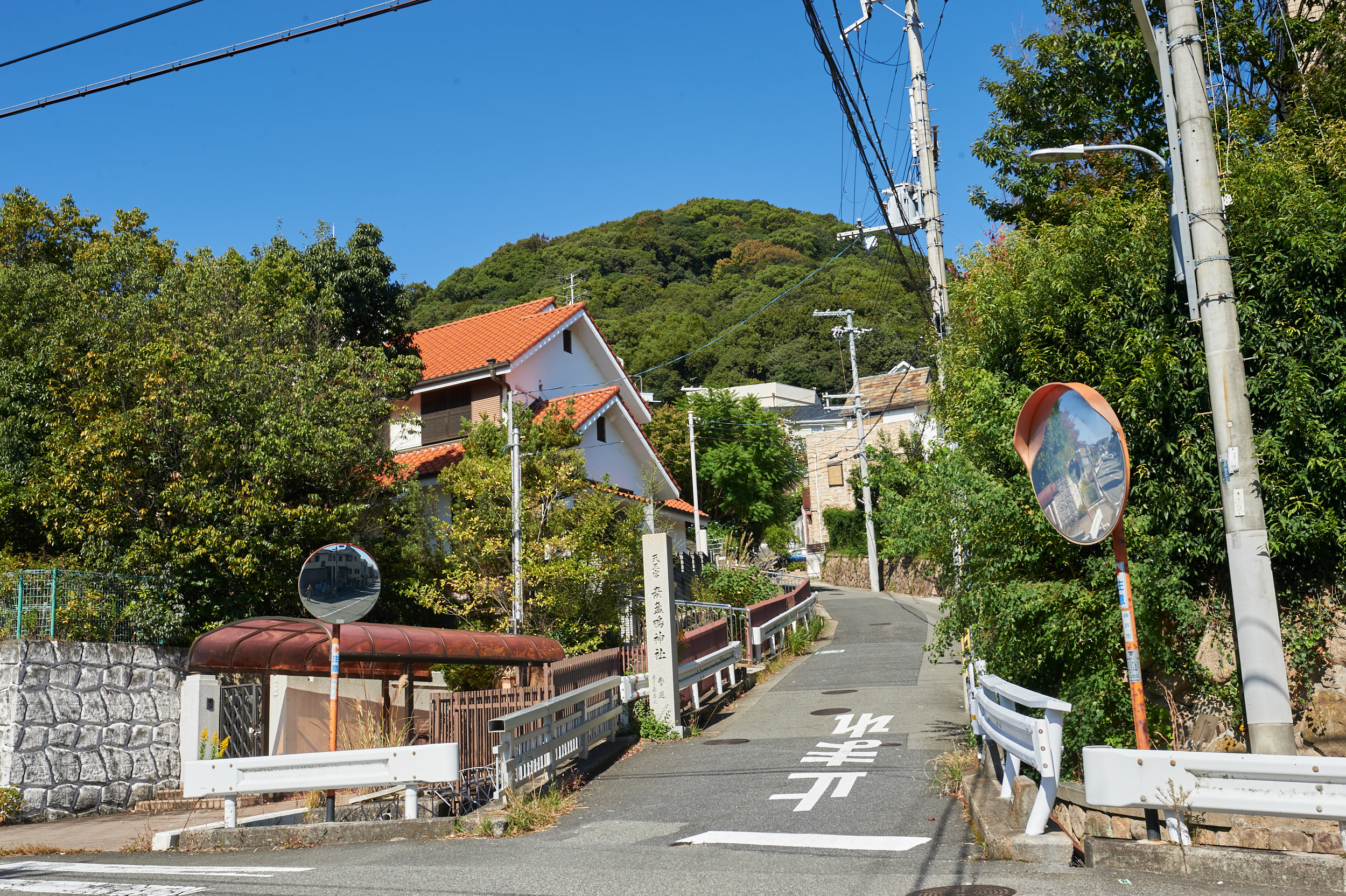
参道入口
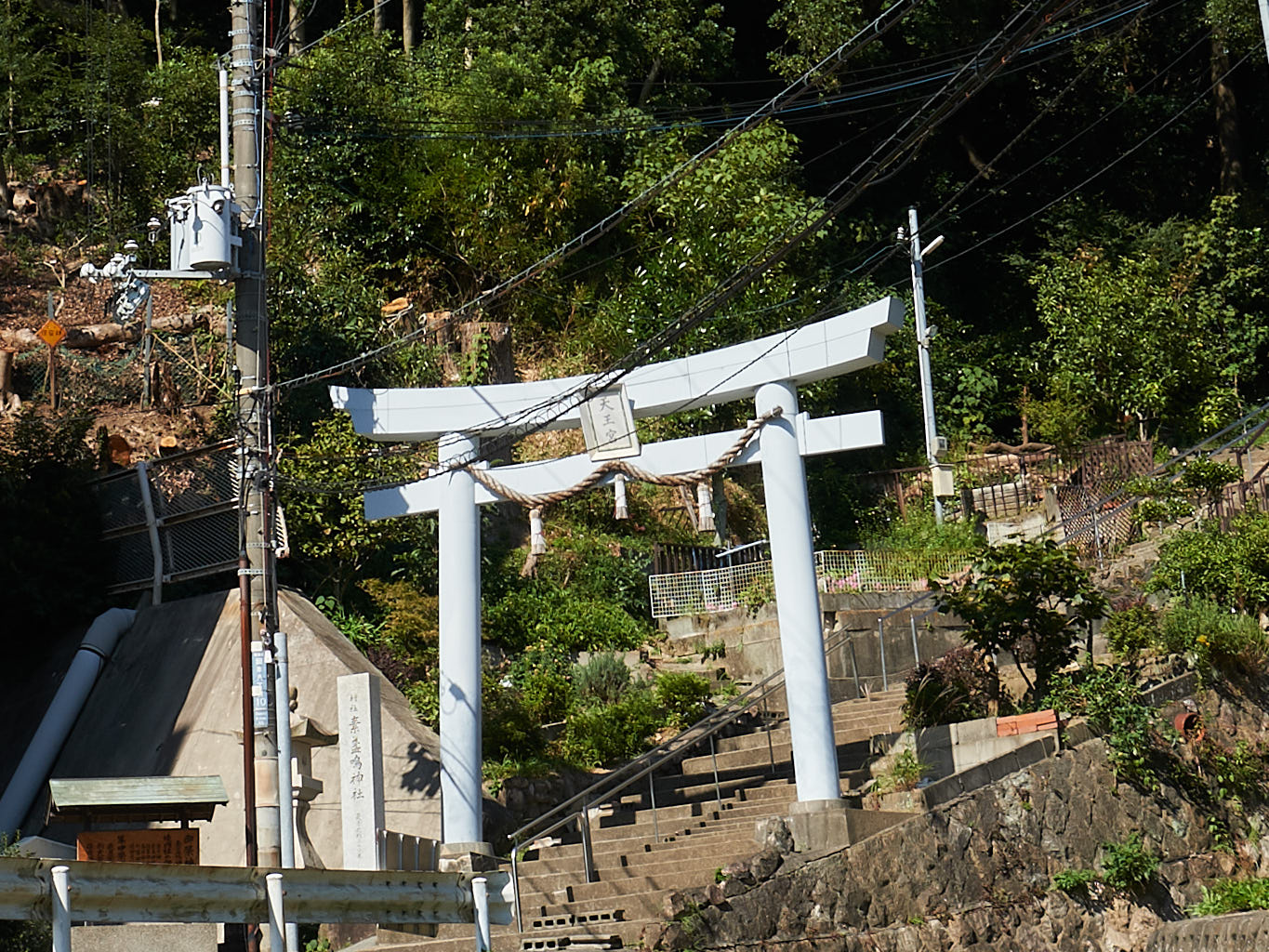
鳥居
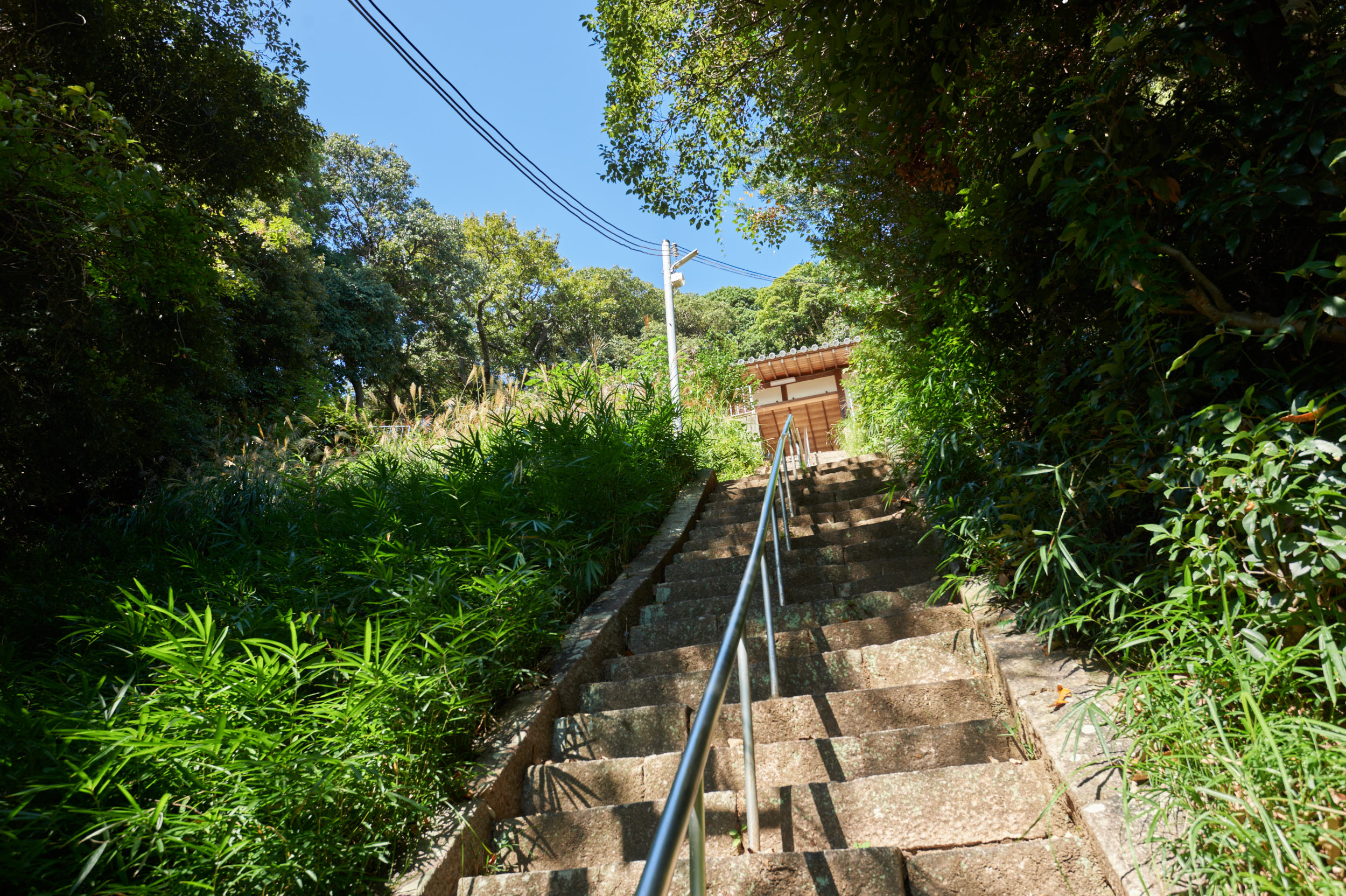
参道
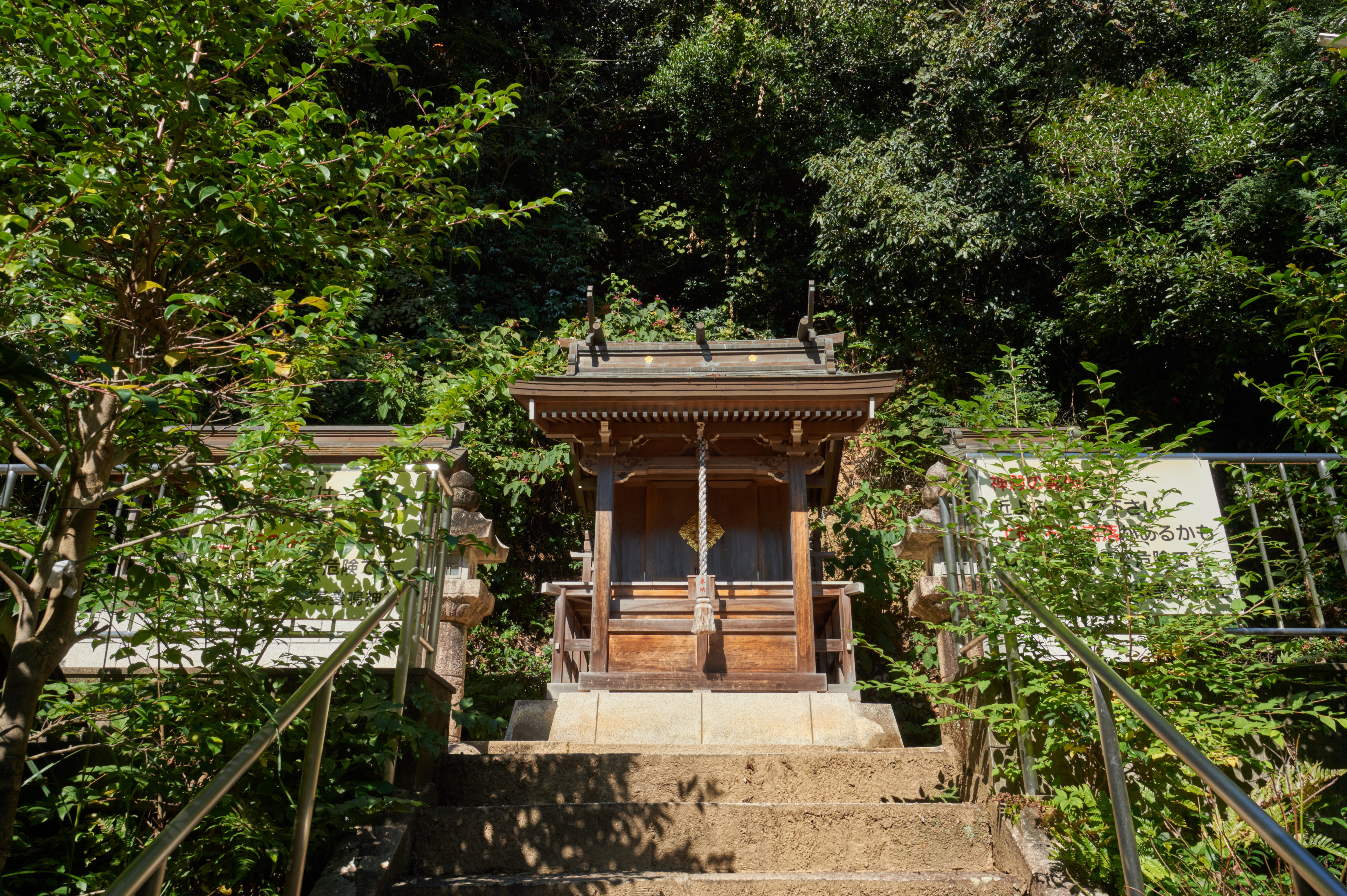
社殿
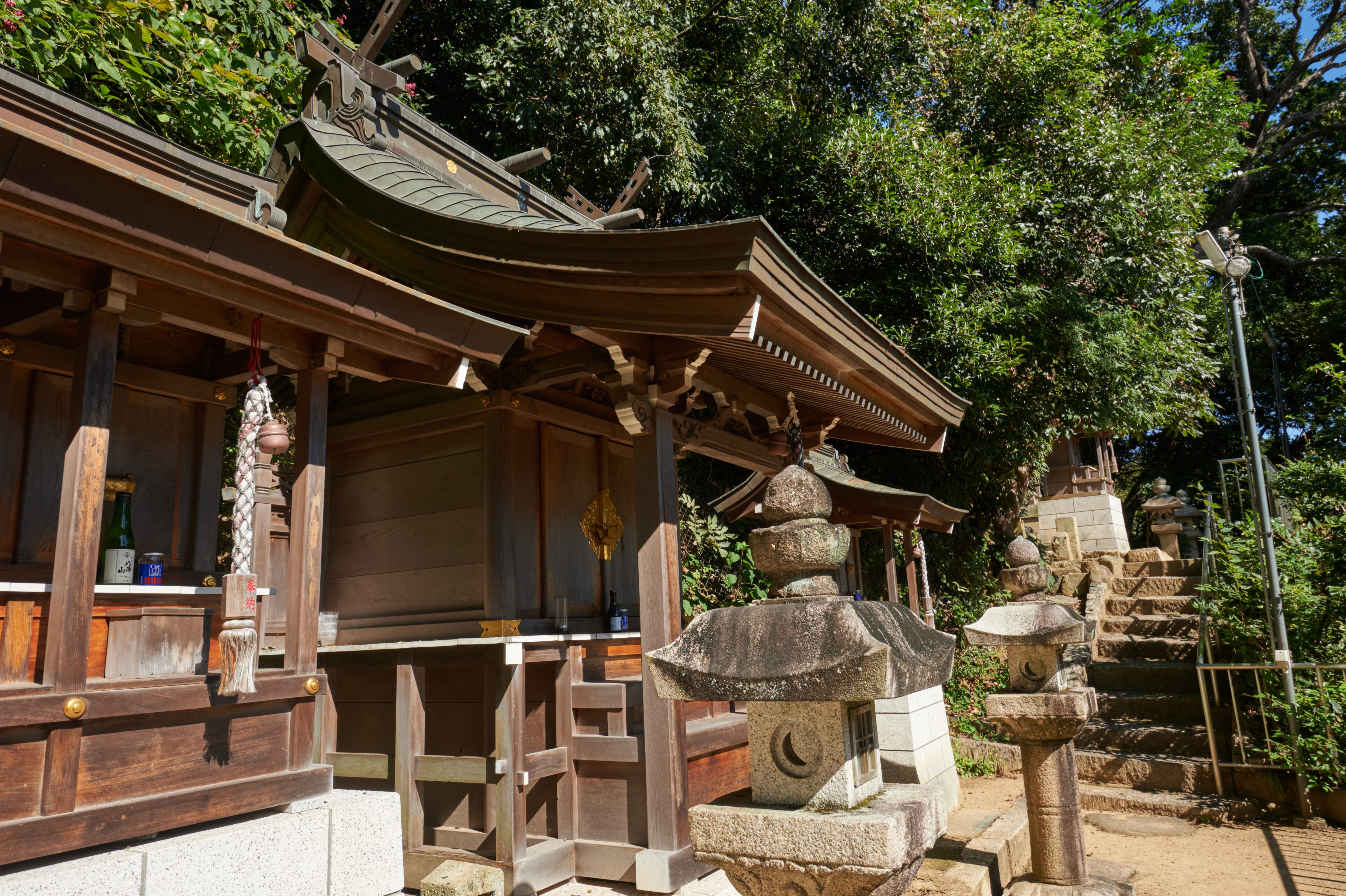
境内
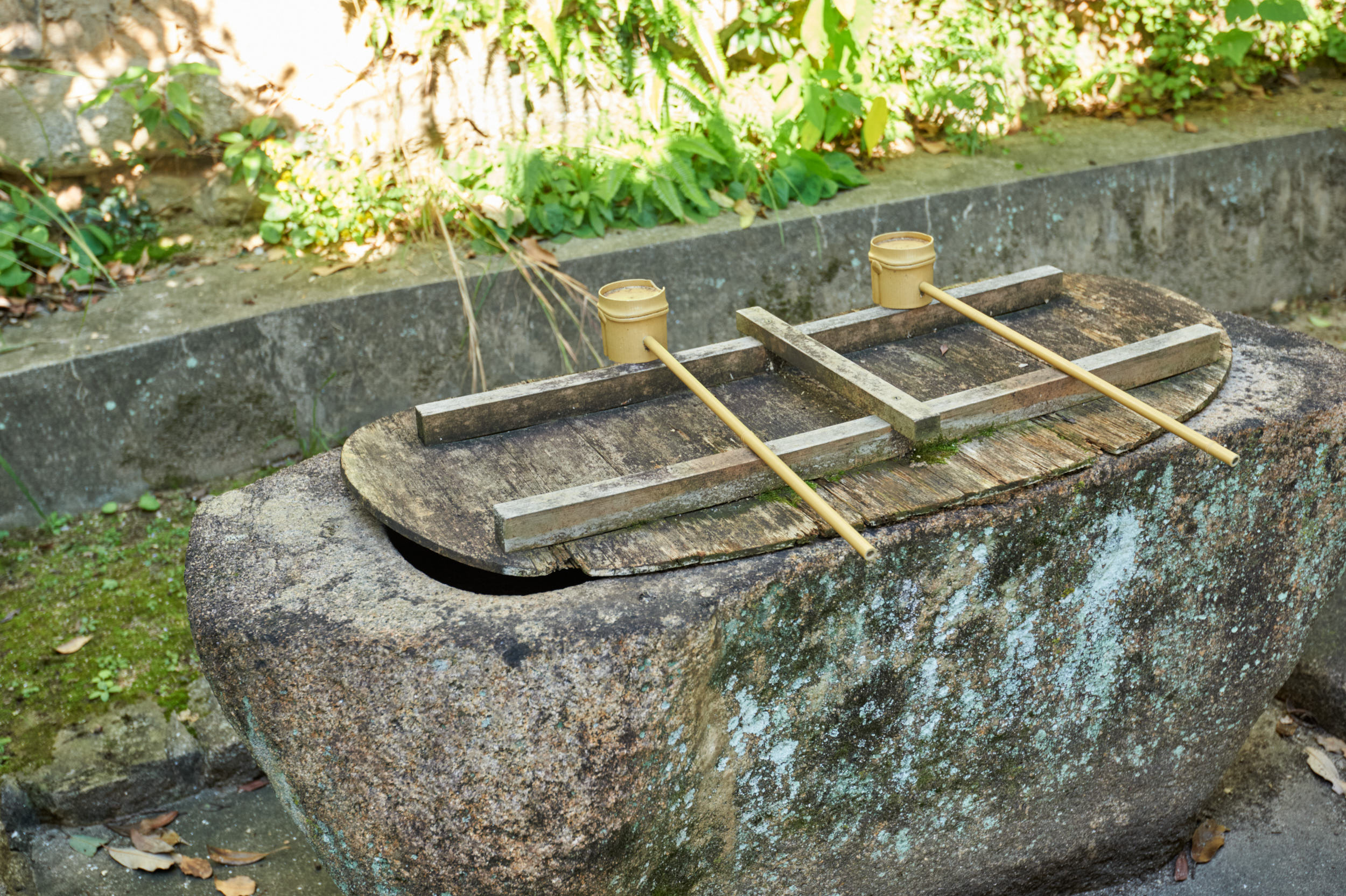
境内
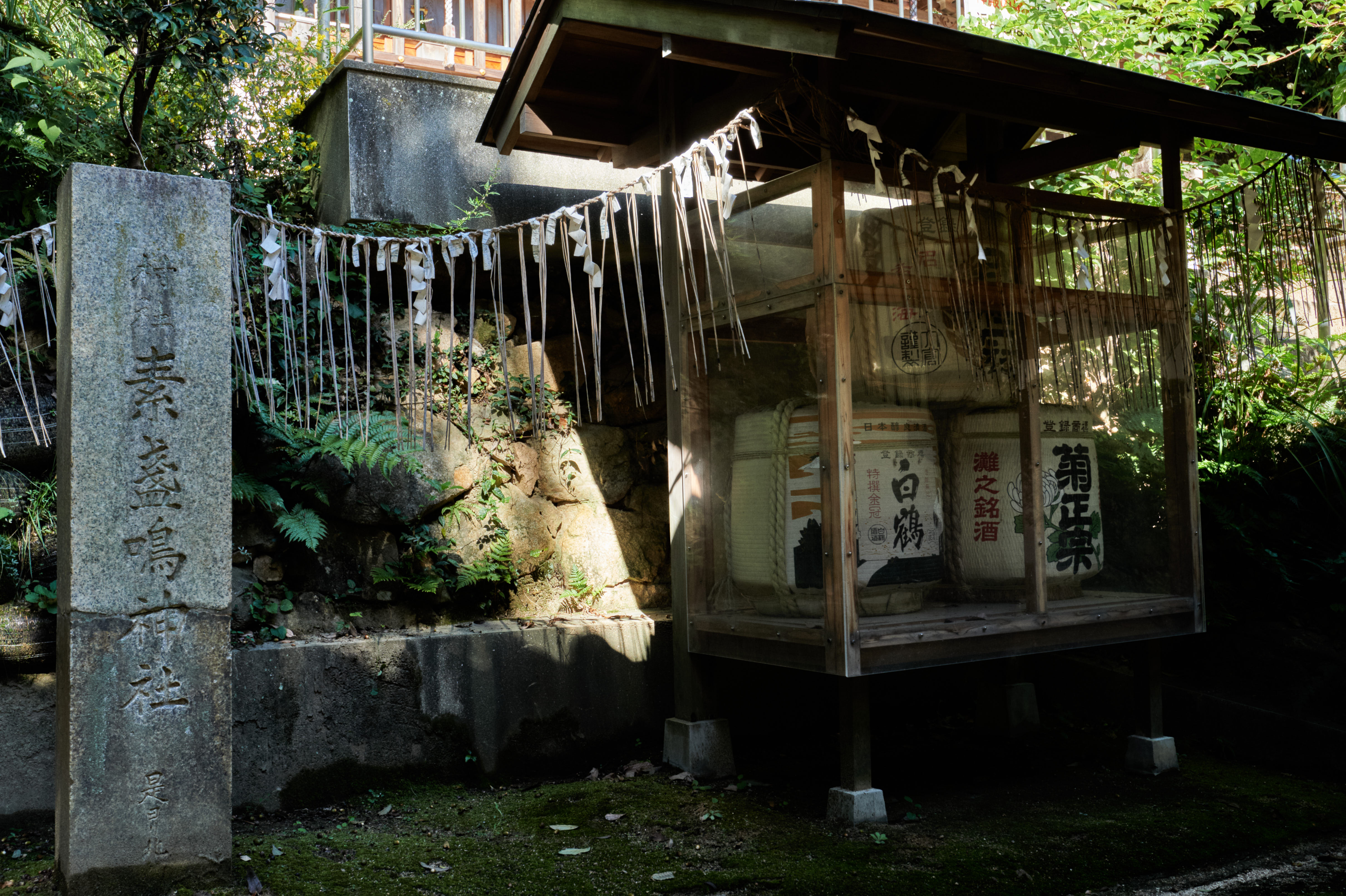
境内
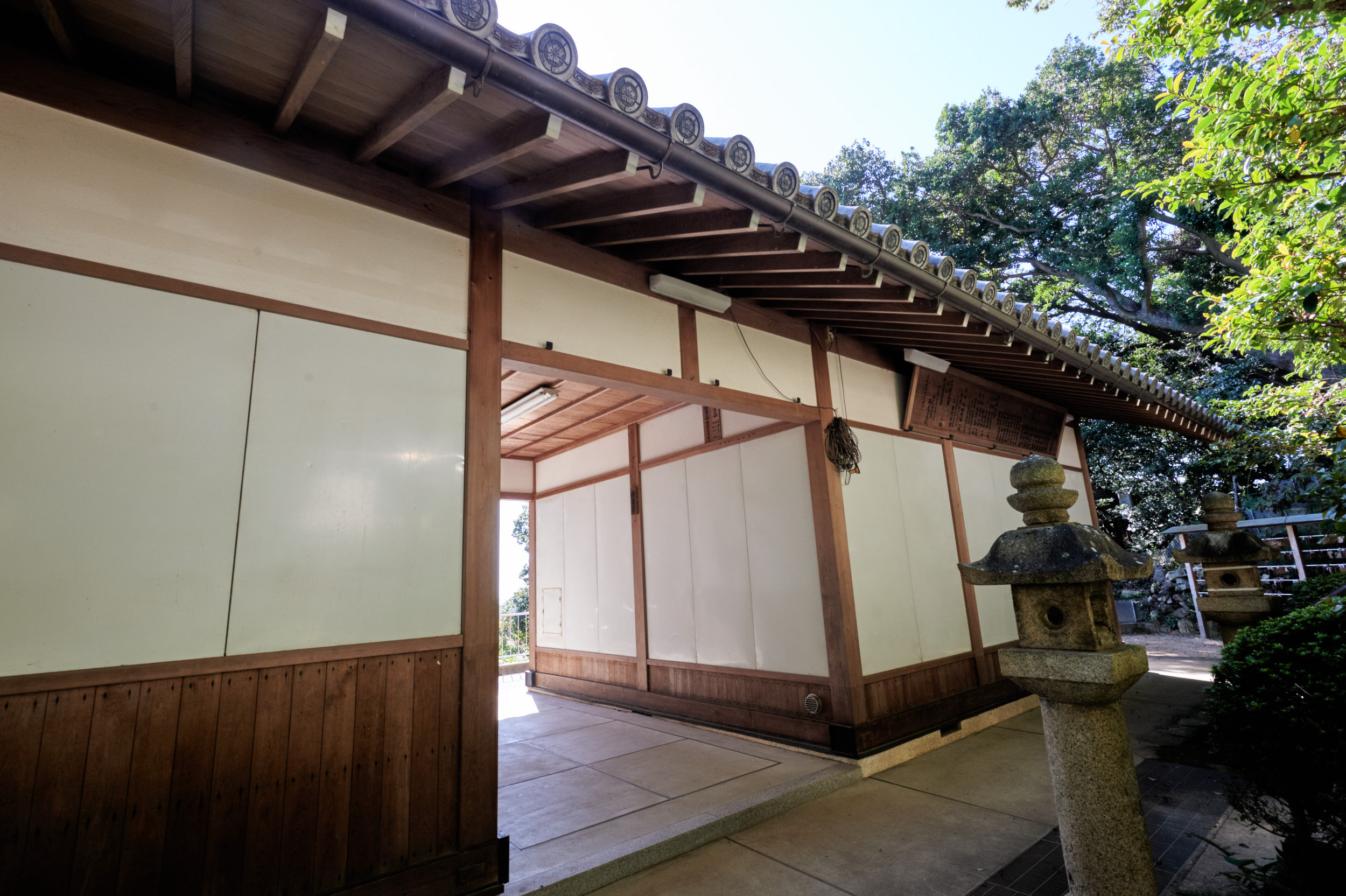
境内
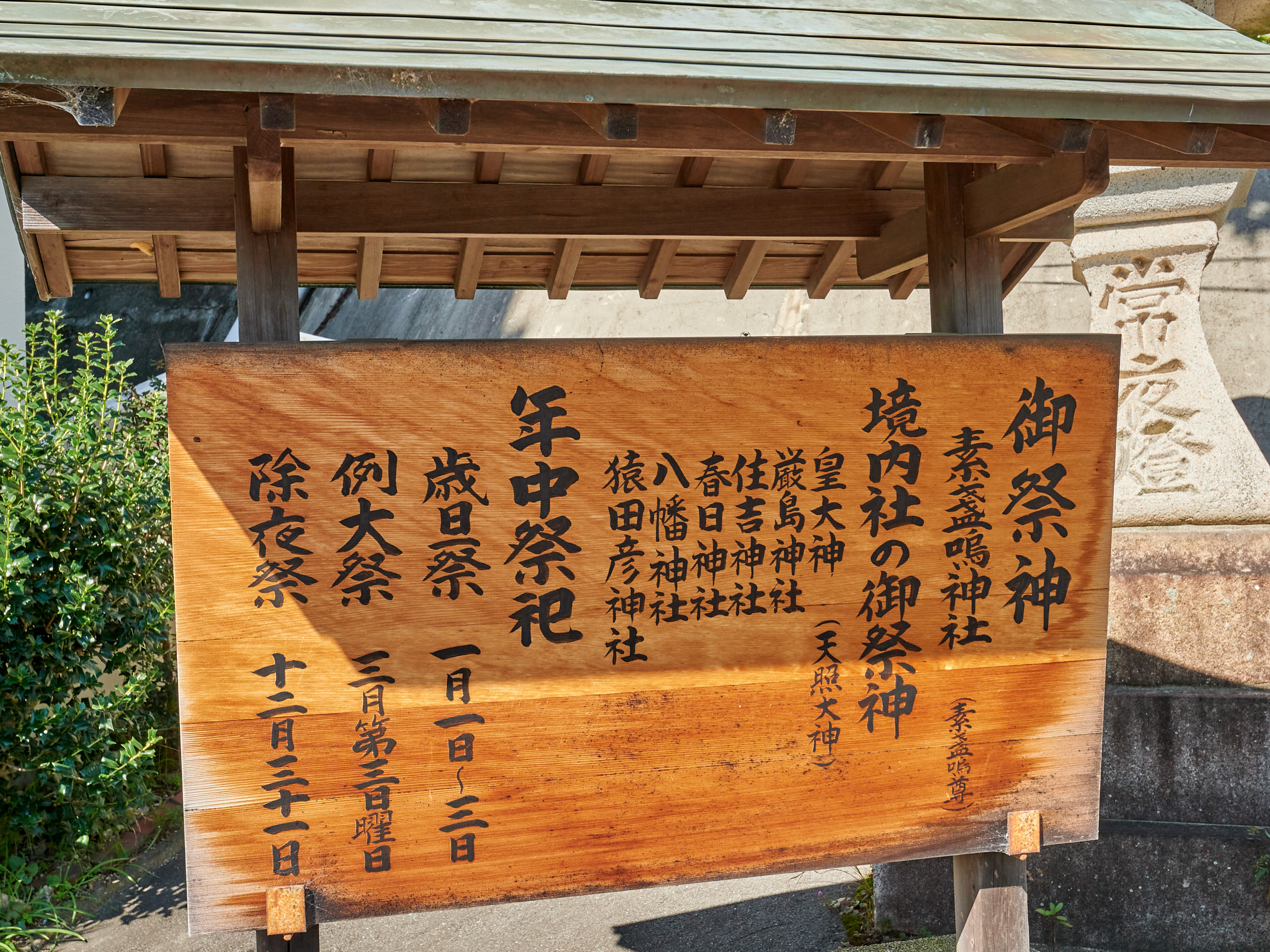
鳥居左脇の案内標識

## 現地情報
所在地
- 兵庫県神戸市東灘区本山町岡本字天王山1180